# マルヒラアジ
マルヒラアジ（学名 :Carangoides coeruleopinnatus）はアジ科に属する海水魚である。インド洋と西太平洋の熱帯・亜熱帯域に広く生息し、日本でも南日本でみられる。全長30 cm程度の中型魚で、単独か小さな群れで水深の深い岩礁やサンゴ礁をゆっくりと泳いでいることが多い。漁業や釣りの対象となることはほとんどないが、食用としては美味とされる。1980年代まで独立種として扱われていたキイヒラアジ（学名: Carangoides uii）は、現在では本種に統合されている。

## 分類と名称
マルヒラアジはスズキ目アジ科のヨロイアジ属Carangoidesに属する。
本種は1830年に紅海・サウジアラビア沖で得られた標本をホロタイプとして、ドイツの博物学者エドゥアルト・リュッペルによって初記載されている。彼はこの時本種をギンガメアジ属Caranxに分類し、Caranx coeruleopinnatusという学名を与えた。種小名のcoeruleopinnatusは「ヒレの青い」という意味だが、本種の特徴には合致しないため、命名にあたりリュッペルが他種と混同していた可能性が指摘されている。この記載文を含む書籍が出版された時、おそらく誤植によってCaranx caeruleopinnatusという学名が掲載されてしまい、この誤った学名を用いている文献も広く存在する。 本種はその後、現在ではシマアジ属 PseudocaranxのシノニムになっているCitula属に移されたのち、ヨロイアジ属Carangoidesに移されて現在に至る。本種は他にも5回独立に再記載されている。中でも1924年に脇谷洋次郎が記載したキイヒラアジCarangoides uiiは実際には本種の若い個体に過ぎなかったが、1986年にWilliam Smith-Vanizによって本種に統合されるまでは広く独立種として扱われていた。

## 形態

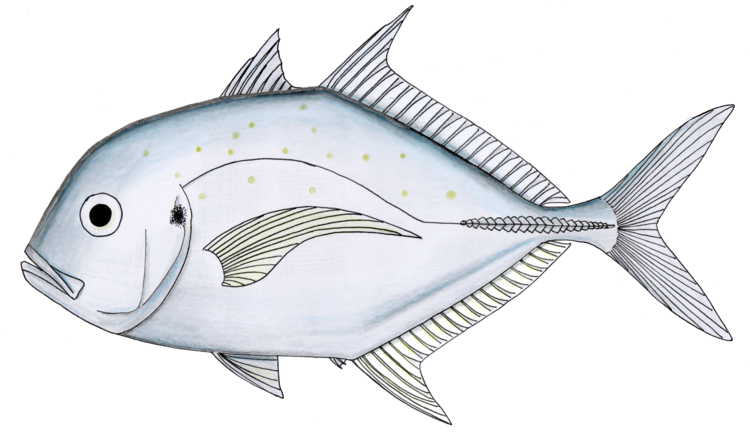
マルヒラアジ
Carangoides coeruleopinnatus

強く側扁して、背側の方が腹側よりも膨らんだ、卵円型の体型を持つ。中型の種であり、最大で全長41 cmに達するが、よくみられるのは30 cmほどの個体である。
背鰭は二つの部分に分かれ、第１背鰭は8棘から、第2背鰭は1棘、20-23軟条からなる。第二背鰭の棘は幼魚では糸状に伸長するが、加齢とともに短くなり、成魚では頭長よりも短くなる。臀鰭は前方に2本の遊離棘があり、それに1棘と16-20軟条が続く。口は大きく、斜位で開く。両顎には絨毛状歯帯が存在する。尾柄は細く、尾鰭は深く二叉する。側線は前方で緩やかな曲線を描き、曲線部と直線部は背鰭の第12-14軟条の直下で交わる。側線の直線部には16-20の稜鱗が存在する。胸部腹側の無鱗域は腹鰭の基底部から胸鰭の基部まで広がる。鰓耙数は合計で21-27、椎骨数は24である。
生時の体色は背側で青緑色で、腹側にかけて銀白色になるほか、体側面には無数の小さな黄色斑点が存在する。鰓蓋の上端には小さな暗色斑点が存在する。背鰭と尾鰭は灰白色だが、尾鰭はしばしばわ僅かに黄色味を帯びる。胸鰭は薄い黄色で、腹鰭は無色透明から灰色である。

## 分布

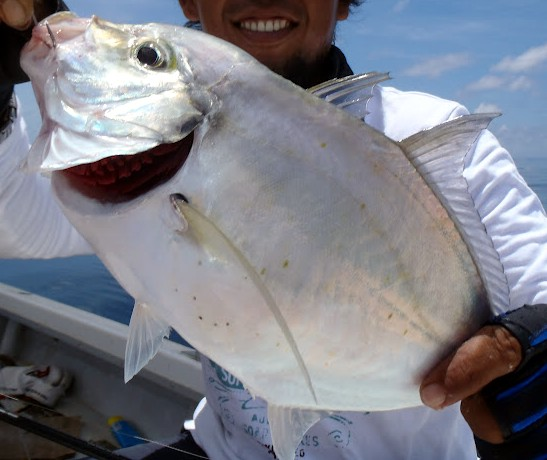
釣り上げられたマルヒラアジ

本種はインド洋と太平洋西部の熱帯・亜熱帯域に広く生息する。分布の西限は南アフリカ沖やマダガスカルを含むアフリカ東岸で、分布域はそこから紅海、ペルシャ湾、そしてインドやスリランカまで広がっている。分布域はそのまま東南アジアの国々や中国の沿岸へと広がり、インドネシア、オーストラリア北部まで伸びる。分布域の北限は台湾や日本で、東にはトンガやサモア、ニューカレドニアなどの太平洋の島々まで広がっている。
日本においては三重県以南の南日本でみられる。
成魚は沿岸部の水深の深いところにある岩礁やサンゴ礁でよくみられ、岸の近くでみられるのは稀だが、浮魚のような性質も持つと考えられている。 幼魚は南アフリカのエスチュアリーや、オーストラリア北部の浅い湾内で記録されているが、本種の回遊の詳細についてはほとんどわかっていない。他のアジ科魚類と同じく、海面の浮遊物に集まる傾向がある。

## 生態
本種の生態についてはあまり研究が進んでいない。小さな群れを作るか単独で泳ぎ、オキアミやシャコ、小魚、イカなどの小型動物を捕食することは知られている。歯が小さく貧弱なため、大きな獲物は捕食することができないと考えられる。 他のアジ科魚類と比べると泳ぎは遅い。繁殖などについては不明である。

## 人間との関係
生息域全域において漁業の主対象となることはほとんどないが、エビや他の魚類を対象にした漁業において混獲されることがある。水深の深いところに生息することから、釣りの対象となることも少ない。しかし、食用魚としては美味であり、アジアの国々では時として商業価値を持つことがある。